# Comté de Washington (Oklahoma)
Pour les articles homonymes, voir Comté de Washington.
Le comté de Washington est un comté situé au nord de l'État de l'Oklahoma aux États-Unis. Le siège du comté est Bartlesville. Selon le recensement de 2000, sa population est de 48 996 habitants. Avec une superficie totale de 1 099 km2, le comté de Washington est le plus petit comté de l'Oklahoma.

## Comtés adjacents
- Comté de Montgomery, Kansas (nord)
- Comté de Nowata (est)
- Comté de Rogers (sud-est)
- Comté de Tulsa (sud)
- Comté d'Osage (ouest)
- Comté de Chautauqua, Kansas (nord-ouest)

## Principales villes
- Bartlesville
- Copan
- Dewey
- Ochelata
- Ramona
- Vera